# Talijanski razarač Borea
Borea je bio jedan od od osam razarača Talijanske kraljevske mornarice klase Turbine, kojoj su pripadali i brodovi Aquilone, Espero, Euro, Nembo, Ostro, Turbine i Zeffiro. 
Brod je izgrađen i porinut 14. studenoga 1927. u brodogradilištu Ansaldo u Genovi. U 13 godina plovidbe brod je ratovao na Balearima, Albaniji, Tobruku, sve dok 17. studenoga 1940. nije potopljen u zračnom napadu dok je bio usidren u libijskoj luci Bengasi. Napad su izvršili zrakoplovi s britanskog nosača HMS Illustrious.
Riječ "borea" na hrvatskom znači bura. Veliki natpis BR na pramcu broda jest skraćenica naziva broda.